# ۱۵ آبان
۱۵ آبان دویست و سی و یکمین روز سال در گاه‌شماری خورشیدی است. به پایان سال ۱۳۴ روز (۱۳۵ روز در سال کبیسه) باقی‌است.

## رویدادها
- ۱۳۱۴ - بنیانگذاری بیمه ایران
- ۱۳۵۷ -‌ تشکیل دولت نظامی غلامرضا ازهاری
- ۱۳۵۸ - انحلال دولت موقت ایران
- ۱۳۶۷ - تاسیس دانشگاه علوم و فنون هوایی شهید ستاری
- ۱۳۹۴ - جنجال برنامه فیتیله
- ۱۴۰۳ - انتخابات ریاست‌جمهوری ایالات متحده آمریکا (۲۰۲۴)

## مناسبت‌ها
- جشن گاهنبار اَیاثَرَم
- جشن میانه پاییز

## زادروزها
- ۱۲۹۸ - علی تجویدی، آهنگساز و نوازنده ویولون (درگذشته ۱۳۸۴)
- ۱۳۲۰ - ایرج گنج بخش، پزشک ایرانی و یکی از برجسته‌ترین جراحان قلب و عروق
- ۱۳۳۰ - پری ملکی، خواننده
- ۱۳۴۹ - آرش نوذری، بازیگر
- ۱۳۵۳ - شهرزاد سپانلو، خواننده
- ۱۳۶۱ - احسان علیخانی، مجری و تهیه‌کننده

## مرگ‌ها
- ۱۳۷۰ - عطاءالله زاهد، بازیگر (زاده ۱۲۹۴)
- ۱۳۷۶ - جهانگیر فروهر، بازیگر (زاده ۱۲۹۹)
- ۱۳۸۷ - اقدس خاوری، خواننده
- ۱۳۹۷ - سید نورخدا موسوی مفرد، نظامی و مجروح در جنگ
- ۱۴۰۱ - مرتضی محمدخان، وزیر امور اقتصادی و دارایی در دوران ریاست جمهوری اکبر هاشمی رفسنجانی و یکی از بازماندگان بمب‌گذاری در دفتر حزب جمهوری اسلامی